# Luigi Parrilli
Luigi Parrilli (* 16. März 1890 in Neapel; † 26. März 1954 in Amsterdam) war ein italienischer Adeliger, Industrieller und Doppelagent. Im Zweiten Weltkrieg stand er zeitweise gleichzeitig in Diensten des SD und des US-Militärnachrichtendienst OSS.  Im Vorfeld der deutschen Kapitulationsverhandlungen mit den Alliierten im Frühjahr 1945 in Italien fungierte er in der Schweiz in der Operation Sunrise als Unterhändler zwischen dem höchsten SS- und Polizeiführer in Italien und dem OSS.

## Leben
Luigi Parrilli entstammte einer neapolitanischen Adelsfamilie. Sein Vater Baron Giuseppe Parrilli war Marineoffizier. Luigi studierte an der Universität St. Gallen. Anschließend war er am Schmidt-Institut beschäftigt. 1918 wurde er als Leutnant in das italienische Heer zur Infanterie einberufen, nahm aber am Ersten Weltkrieg nicht teil. Sein Vermögen soll er am Spieltisch verloren haben.
Ab 1925 war er Vertreter für »Nash Motors«, später verkaufte er Kühlschränke »Kelvinator«. 1934 heiratete er Luisa Poss aus Verbania, die Tochter von Alessandro Poss, dem Eigentümer der Cotonificio Poss (Baumwollspinnerei). Vom Pariser Büro aus betrieb er von 1937 bis 1940 kommerzielle Aktivitäten in Frankreich und Belgien. Nach der deutschen Besetzung von Belgien und Frankreich verlegte er seine Aktivitäten nach Mailand und seinen Wohnsitz in die Villa Chiesa di Pegli in der Nähe von Genua.
Luigi Parrilli war Informant von Guido Zimmer. Zimmer stellte ihn Karl Wolff vor. Parrilli erhielt Visa für die Einreise in die Schweiz, da sein Sohn das Institut Montana Zugerberg, das von Max Husmann gegründet und geleitet wurde, besuchte. Max Husmann hatte Kontakt zu Allen Welsh Dulles, Leiter des Office of Strategic Services in Bern. Um eine Machtübernahme durch die Kommunistische Partei Italiens zu verhindern, wurde in mehreren Treffen die Operation Sunrise verabredet. Tagebucheinträge von Guido Zimmer zeigen, dass die Operation Wool der Operation Sunrise vorausging und diese erleichterte. Wolle war möglicherweise eine Anspielung auf die von Parrilli betriebene Baumwollspinnerei. 1945 wurde seine Frau Luisa in Genua festgenommen und auf Intervention ihres Vaters Alessandro Poss freigelassen.